# 유이키 야야
유이키 야야(일본어: 結木 やや)/유이는 캐릭캐릭 체인지의 소녀 캐릭터이다.

## 소개
A체어. 귀여운 것과 달콤한 것을 좋아한다.

## 캐릭터 변신
디어 베이비
페페와의 캐릭터 변신. 핑크 빛의 타이즈 멜빵바지에 토끼귀 형태의 모자를 쓰고 있다.
- GO! GO! 오리들/오리 부대

노란색 고무오리를 보내어 공격.
- 오리 대쉬

고고 오리보다 노란색 고무 오리의 움직임이 빨라진다.
- 오리 스크럼 고고

노란색 고무오리를 방패로 이용.
- 메리 메리/오리 토끼

모빌 오르골로 x알과 x캐릭터를 재우는 기술.
- 메리 메리 W 블록

메리메리의 오르골이 두 개로 증가.